# Браун, Триша
Три́ша Бра́ун (англ. Trisha Brown; 25 ноября 1936, Абердин, Вашингтон — 18 марта 2017, Сан-Антонио, Техас, США) — американская танцовщица и хореограф.

## Биография
С 1962 года работала в Балетном театре Джадсона — группе приверженцев танца постмодерна. В 1970 году вместе с Ивонной Райнер и Стивом Пакстоном создала экспериментальную компанию танцевальной импровизации «Большой Союз» и собственную танцевальную труппу — «Компания Триши Браун», которая вскоре стала одним из ведущих коллективов современного танца.

## Творчество
Ведущую роль в танце Триши Браун, сложившегося под влиянием Марты Грэм и Мерса Каннингема, занимала контактная импровизация. В своём творчестве она обращалась как к современным композиторам (Сальваторе Шаррино), так и к классической музыке.

## Постановки
- 1971 — Accumulation, Walking on the Wall
- 1973 — Roof Piece
- 1979 — Glacial Decoy (оформление Роберта Раушенберга)
- 1983 — Set and Reset (оформление Роберта Раушенберга)
- 1989 — Astral Convertible
- 1995 — M.O. (на музыку «Музыкального приношения» И.-С. Баха)
- 1998 — «Орфей» (на музыку из оперы Клаудио Монтеверди)
- 2002 — «Зимний путь» (на музыку одноимённого песенного цикла Франца Шуберта)
- 2004 — O Zlozony/O Composite
- 2007 — Floor of the Forest

## Признание и награды
- 1975 — Стипендия Гуггенхайма
- 1984 — Стипендия Гуггенхайма[5]
- 1988 — кавалер Ордена искусств и литературы
- 1994 — премия Сэмюэла Скриппса[англ.] / ADF за достижения в области современного танца.
- 2000 — офицер Ордена искусств и литературы
- 2003 — Национальная медаль США в области искусств (США)
- 2004 — командор Ордена искусств и литературы
- 2005 — приз «Бенуа танца» («За жизнь в искусстве»)